# Шикаройский (башенный комплекс)
Шикаройский (башенный комплекс) — (чеч. Шикъара)  находится в высокогорном Шаройском районе, Чеченской Республике. Входит в состав Шаройского архитектурного комплекса. Башенные строения датируются XIV—XVI веками.
Башенные сооружения Чечни — это уникальный образец традиционного поселения человека в эпоху средневековья.
Башенная культура до позднего периода господствовала в основном в высокогорной области Чечни.
Шикарой представляет собой средневековое башенное селение. Шикаройские башенные строения расположены в 10 км к северо-западу от поселения Шарой, на высоком мысе, сформированном маленькими речками, впадающими в Шаро-Аргун с правого края. В средневековье оно было настоящей укрепленной  крепостью. Промежутки между отдельными постройками защищались оборонительными каменными заграждениями.
Большие жилые укрепления с бойницами стояли на обрывистом краю мыса и плотным кольцом охватывали его почти со всех сторон. Замковый комплекс делился на две части: Байдие — комплекс жилых башен в восточной, обрывистой части мыса и Пхиедие — на его западной части, на вершине. Боевые башни, стоящие в верхней части мыса, обратились в руины до основания. Жилые башни, которых в селении Шикарой 21, находятся в разнообразном состоянии. На их камнях выбито множество петроглифов.
Шикаройские башенные строения с петроглифами XIV—XVI веков, приняты на государственную охрану согласно постановлению Правительства Чеченской Республики № 231 от 03.09.2013 года.
На одной из башен присутствует надпись мастера "Это работа Хаки" (ранее XVIII в.)